# 莱克兰 (佛罗里达州)
莱克兰（英語：Lakeland）是美国佛罗里达州波克县的一座城市，面积51.45平方公里。根据美国人口调查局2000年统计，共有人口78,452人，其中白人占73.25%、非裔美国人占21.26%、亚裔美国人占1.34%。

## 友好城市
- 摩尔多瓦伯尔齐
- 日本今治市
- 加拿大里士满希尔
- 中国上海市崇明区